# 梁爾壽
梁爾壽（？—？），中國清朝官員，本籍中國陝西。梁爾壽於1684年（康熙23年）前往台灣擔任台灣府海防補盜同知。品等為正五品的該官職隸屬於台灣府，主管船政治安業務，相當於副知府。